# Toni Bou
 (décembre 2009).
Si vous disposez d'ouvrages ou d'articles de référence ou si vous connaissez des sites web de qualité traitant du thème abordé ici, merci de compléter l'article en donnant les références utiles à sa vérifiabilité et en les liant à la section « Notes et références ».

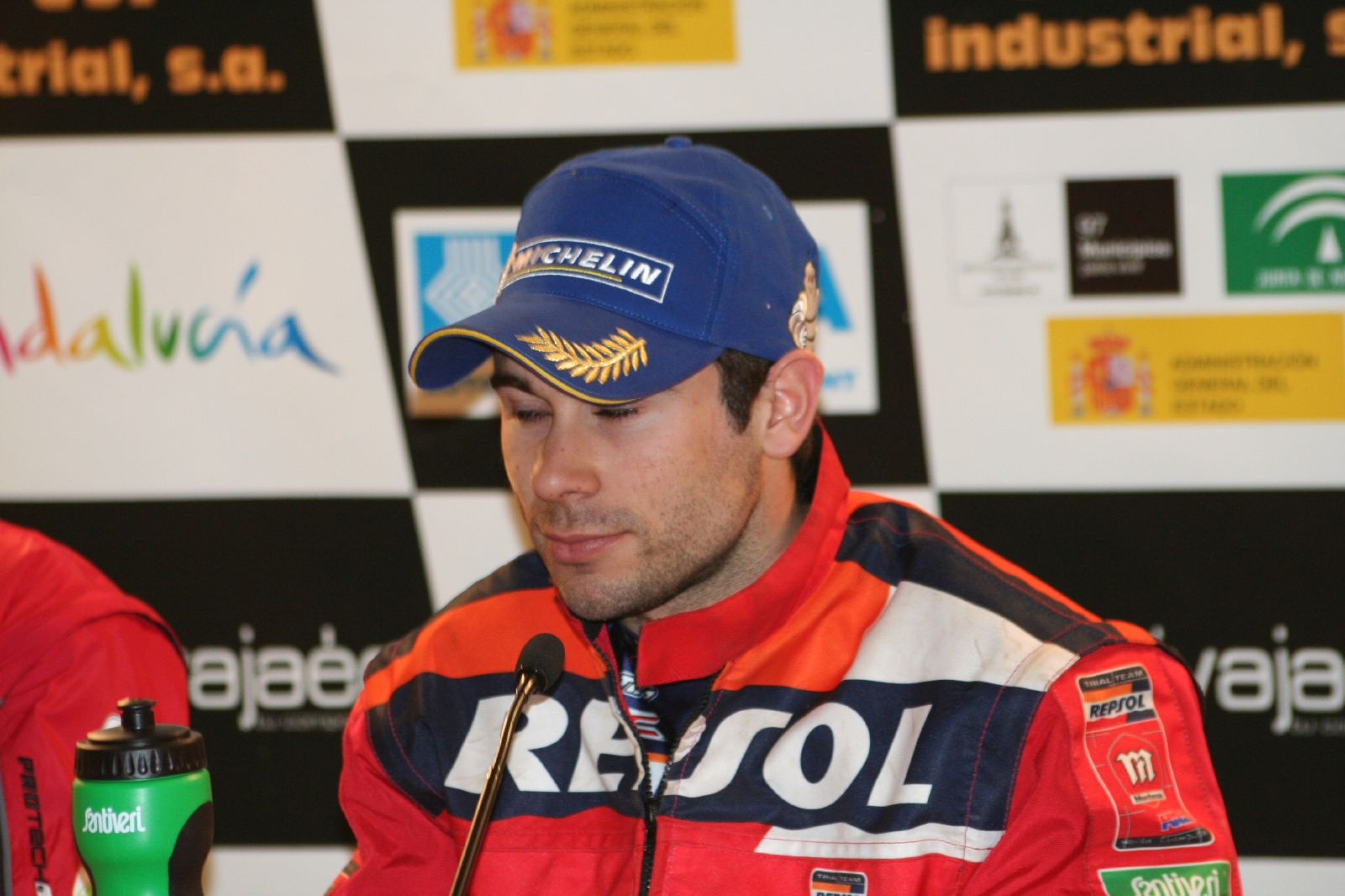
Toni Bou

Antoni Bou Mena, plus connu comme Toni Bou, né le 17 octobre 1986 à Piera (province de Barcelone, Espagne), est un pilote espagnol de trial. 
Toni Bou, avec 36 titres mondiaux (18 outdoor et 18 indoor), est le pilote le plus titré de l'histoire du trial devant Dougie Lampkin (12 titres) et Jordi Tarrés (7 titres).

## Biographie

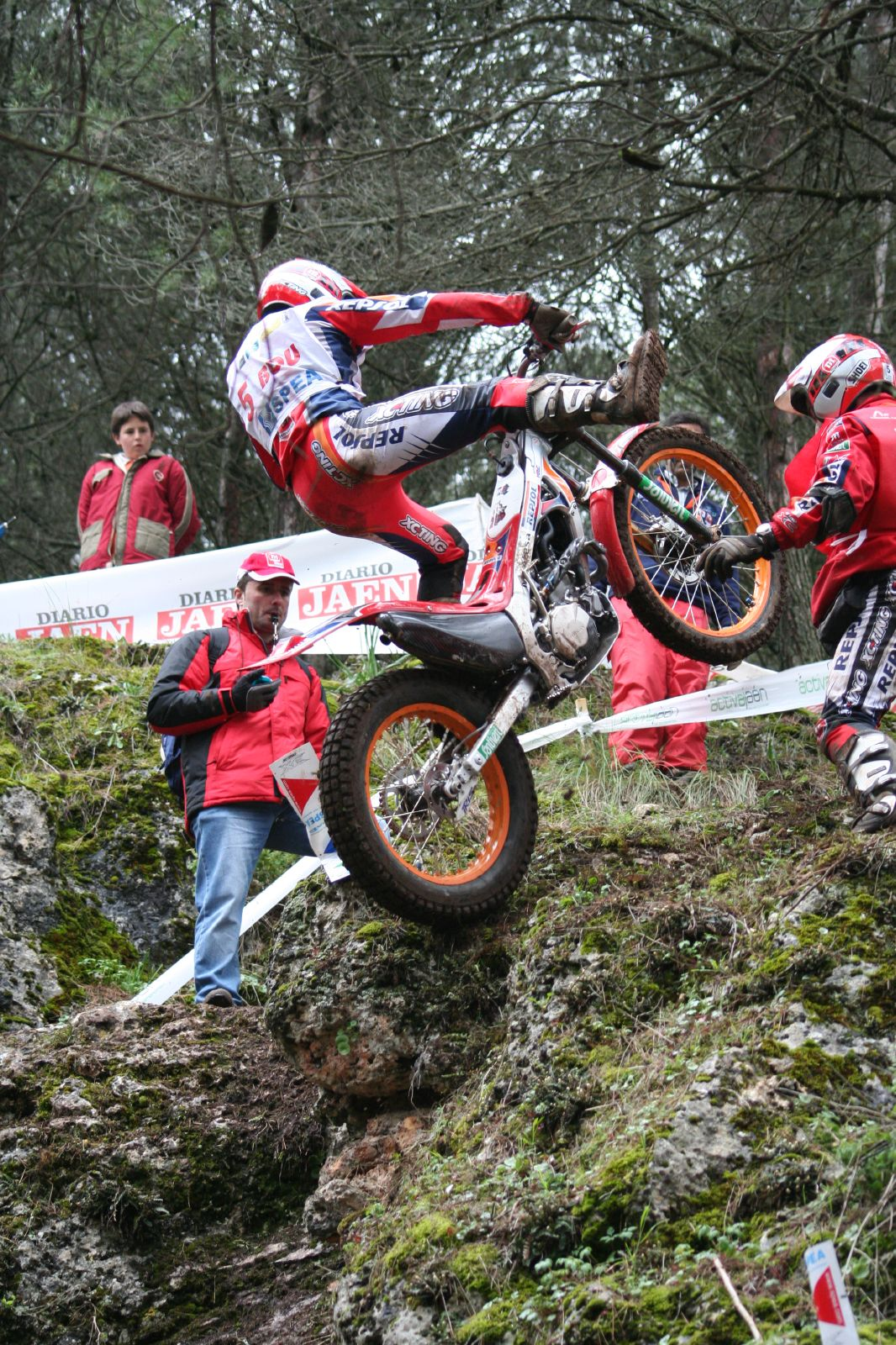
Toni Bou au championnat du monde outdoor de 2007.

Toni Bou débute au niveau mondial lors du championnat du monde de 2003 en Irlande où il obtient la 15e place. 
Après avoir remporté le championnat d'Espagne et d'Europe, Toni Bou remporte son premier titre mondial en 2007. Il conserve son titre en 2008, 2009, 2010, 2011, 2012, 2013, 2014, 2015, 2016, 2017, 2018, 2019, 2020, 2021, 2022 et 2023.
La saison 2009 est particulièrement favorable à Toni Bou car il parvient à gagner les cinq titres principaux en jeu : champion du monde et d'Espagne en modalité indoor et outdoor, et vainqueur avec l'équipe d'Espagne du Trial des Nations. Seul Adam Raga auparavant avait réussi à gagner les cinq titres en 2005.

## Palmarès[1]

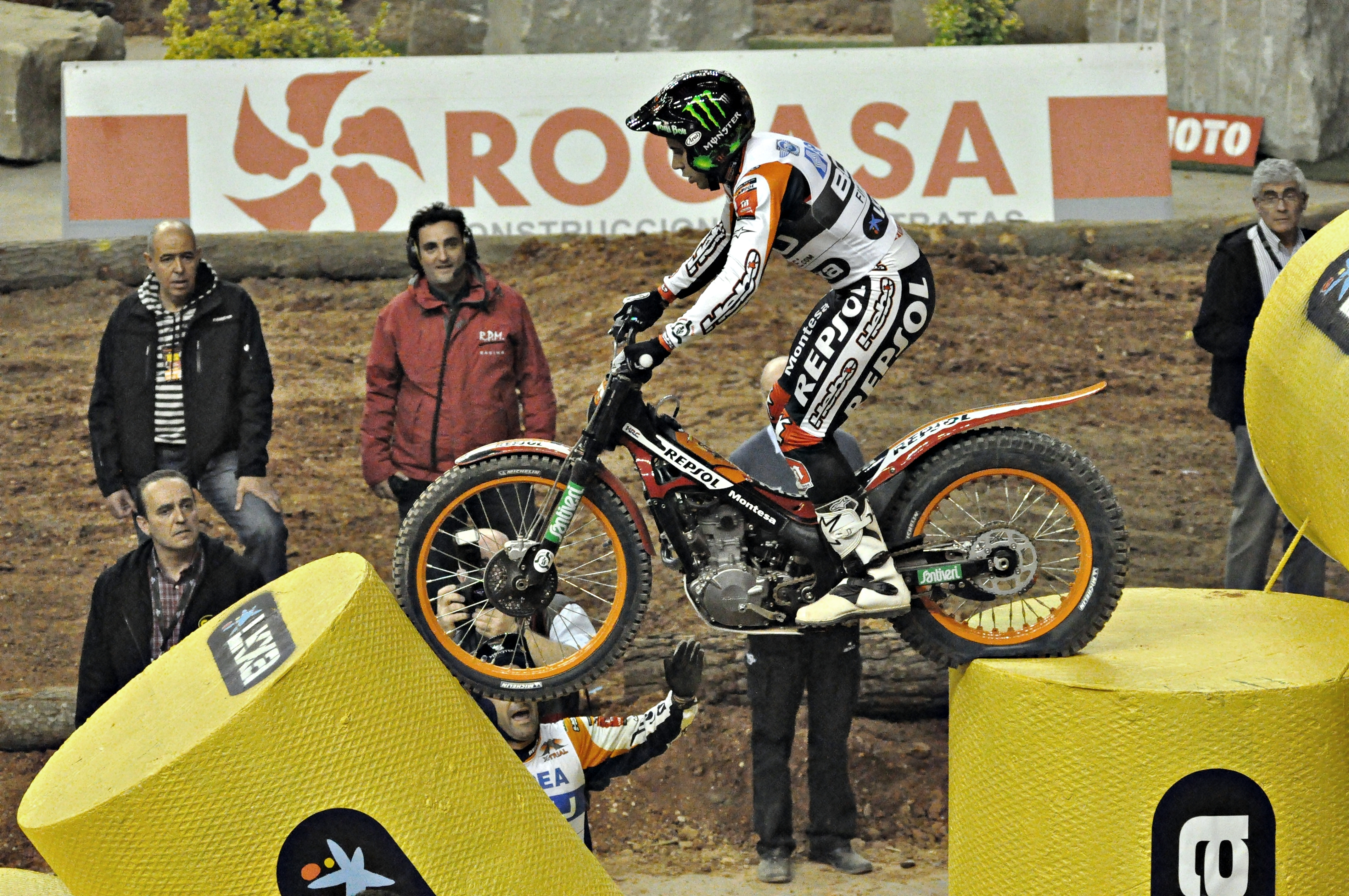
Toni Bou au Trial Indoor de Barcelone en 2011.

- 18 championnats du Monde TrialGP : 2007, 2008, 2009, 2010, 2011, 2012, 2013, 2014, 2015, 2016, 2017, 2018, 2019, 2020, 2021, 2022, 2023, 2024.
- 18 championnats du monde de x-trial (indoor) : 2007, 2008, 2009, 2010, 2011, 2012, 2013, 2014, 2015, 2016, 2017, 2018, 2019, 2020, 2021, 2022, 2023, 2024.
- 11 championnats d'Espagne : 2006, 2009, 2011 à 2019
- 5 championnats d'Espagne indoor : 2009, 2010, 2011, 2012, 2013
- 17 Trial des Nations : 2005, 2006, 2007, 2008, 2009, 2010, 2011, 2012, 2013, 2014, 2015, 2016, 2017, 2018, 2019, 2021, 2022
- 9 Trial des Nations indoor : 2006 à 2008, 2012, 2015, 2017 à 2020
- 1 championnat d'Europe : 2003

## Distinction honorifique
- Real Orden del Mérito Deportivo